# Pietro Colletta
Pietro Colletta (23 de gener de 1775, Nàpols - 11 de novembre de 1831, Florència) fou un militar i historiador italià.
Formà part de la campanya contra els francesos a finals del segle xviii, i s'adherí el 1799 a la República Partenopea. Fou jutge d'un tribunal especial contra els legitimistes borbònics. En tornar al tron Ferran I fou empresonat i condemnat a mort. Aconseguí salvar-se després de subornar diversos jutges. Quan els borbons foren expulsats per les tropes napoleòniques i Josep Bonaparte es convertí en Rei de Nàpols, Colletta fou nomenat general. Signà el Tractat de Casalanza, pel qual es concretava la devolució de Nàpols als Borbons el 1815. Sis anys després s'exilià després de lluitar contra els austríacs.
Com a historiador escrigué diversos llibres com Storia del Reame di Napoli dal 1734 al 1825, publicat el 1834, tres anys després de la mort de Colletta.